# Creatonotos gangis
Creatonotos gangis és una espècie de lepidòpter ditrisi de la família dels erèbids (Erebidae), subfamília Arctiinae que es troba al sud-est asiàtic i a Austràlia. Va ser descrita per Carl von Linné en el seu Centuria Insectorum (1763).

## Descripció i cicle de vida
Els adults tenen les ales posteriors blanques i les ales anteriors marrons, cadascuna amb una ratlla fosca i una envergadura de 40 mm. L'abdomen és vermell o, més rarament, groc. Els mascles tenen quatre grans coremata inflable (òrgans aromàtics), que poden superar la longitud de l'abdomen quan estan inflats.
Els ous són grocs i rodons, i es col·loquen en files a les fulles de les plantes que serviran d'aliment a les erugues. Les erugues són animals pelats de color marró amb una franja groga al llarg de la part posterior, amb una dieta polífaga, coneguda com una plaga menor que s'alimenta de cacauet, arròs, mill africà, mill perlat, sorgo, cafè, moniato i alfals. Les larves de C. gangis poden causar danys extensius al fullatge dels magraners.
Al llibre, The Fauna of British India, Including Ceylon and Burma: Moths Volume I, l'espècie es descriu de la manera següent:
| «                                                                              | Antenes minuciosament ciliades en ambdós sexes. Cap, tòrax i aleró ocre lleugerament rosat. Palps i cames fumades negres, la femella groga; una banda dorsal àmplia al tòrax; abdomen carmesí al damunt, amb sèries negres dorsals i laterals. Ala davantera amb una ampla fàscia negra per sota del nervi mitjà; dos punts negres al final de l'ala i una ratlla àmplia més enllà de l'angle inferior. Ala posterior pàl·lida o fosca; alguns exemplars amb una sèrie marginal de taques negres. La varietat «continuatus» té ratlles negres addicionals a l'extrem inferior del costat, per sobre del marge interior de l'ala i als espais marginals, però es produeixen a totes les interregions. Larva negra, de poc peluda amb pèls llargs; cap marcat amb blanc; una línia dorsal groga amb una sèrie de taques de color taronja. | » |
| — Font: The Fauna of British India, Including Ceylon and Burma: Moths Volume I | |   |

## Distribució
Creatonotos gangis viu al sud-est asiàtic i a parts d'Austràlia. La seva distribució asiàtica inclou l'est d'Indonèsia, l'Índia, Sri Lanka, la Xina, el Japó, Tailàndia i Nova Guinea. A Austràlia, es troba restringida a parts del nord d'Austràlia Occidental, Territori del Nord i Queensland, estenent-se fins al sud fins a Mackay.

## Ecologia
Els mascles adults segreguen la feromona hidroxidanaidal per atraure les companyes. La quantitat produïda, i la mida de les coremata que la produeixen, són tanmateix dependents de la dieta que l'arna quan era eruga. Si la dieta de les larves contenia alcaloide pirrolizidínic, llavors la coremata es fa gran i el mascle pot alliberar fins a 400 micrograms (0,4 mil·ligrams) d'hidroxidanaidal, però si no ho fa, llavors no es fan grans i no es produeixen aromes.